# Varenguebec
Varenguebec település Franciaországban, Manche megyében. Lakosainak száma 329 fő (2022. január 1.). Varenguebec La Bonneville, Crosville-sur-Douve, Doville, Montsenelle, Neufmesnil, Rauville-la-Place, Saint-Sauveur-le-Vicomte és Picauville községekkel határos.

## Népesség
A település népessége az elmúlt években az alábbi módon változott:
| Lakosok száma | 414  | 324  | 280  | 330  | 325  | 318  | 323  | 331  | 334  | 329  |
|               | 1968 | 1982 | 1990 | 2006 | 2013 | 2015 | 2017 | 2019 | 2020 | 2022 |